# 頓巴斯—頓河行動 (1918年)
頓巴斯-頓河行動是俄羅斯內戰的一場軍事行動，是由弗拉基米尔·安东诺夫-奥弗申科揮的蘇俄南方革命陣線對阿列克謝·卡列金旗下志願軍以及哥薩克軍隊發起的軍事行動。